# Schönsicht

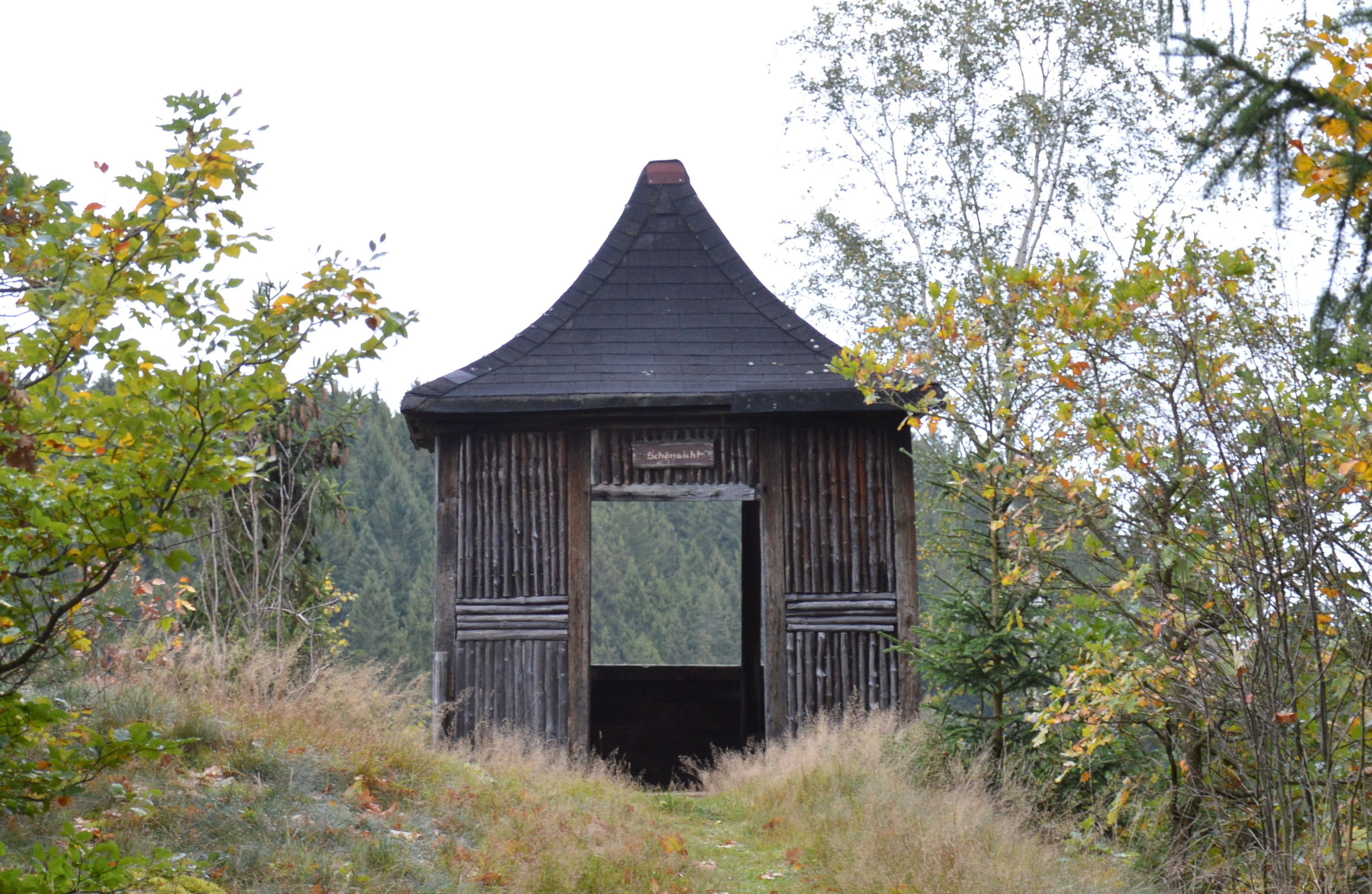
Schönsicht

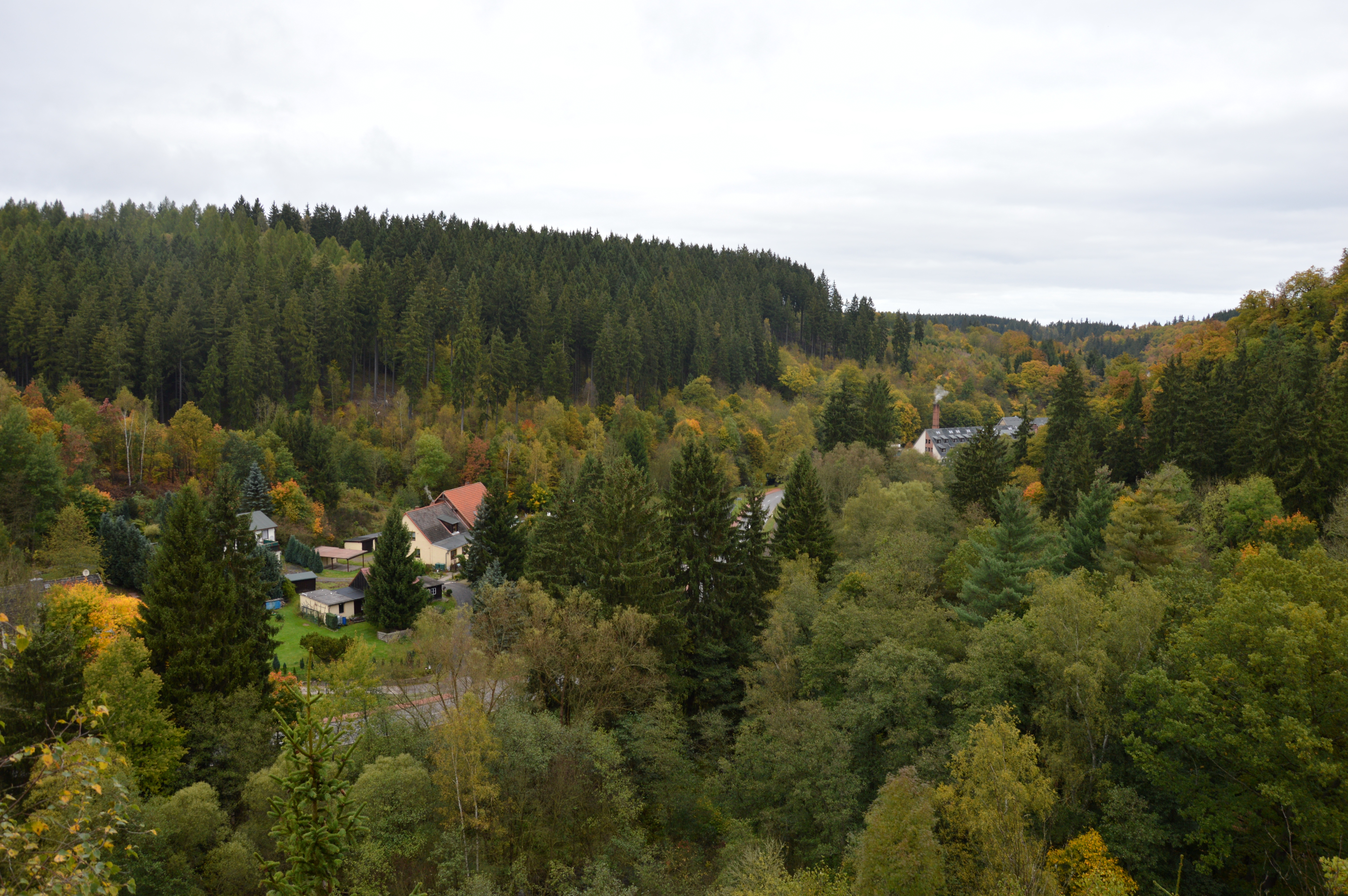
Blick von der Schönsicht

Die Schönsicht ist ein Aussichtspunkt und eine Schutzhütte auf der Südseite des Selketales über dem zur Stadt Harzgerode gehörenden Ortsteil Alexisbad im Harz in Sachsen-Anhalt.
Die Schönsicht besteht aus einer an markanter Stelle auf einer Klippe hoch über dem Tal gelegenen Schutzhütte, von der eine Aussicht über das Selketal und Teile von Alexisbad gegeben ist. Erreichbar ist die Schutzhütte vom Tal aus über einen Serpentinenpfad.
Sie gehört neben dem Birkenhäuschen und der Köthener Hütte zu den Aussichtspunkten über der Selke, die im Zusammenhang mit dem Kurbetrieb in Alexisbad im Sinne einer Landschaftsgestaltung in den Formen der Romantik angelegt wurden. Sie bestand bereits im 19. Jahrhundert und war schon damals ein beliebtes Ausflugsziel. Die Schönsicht ist bereits auf vom Hofmaler Wilhelm von Kügelgen (1802–1867) stammenden Gemälden zu erkennen. Unterhalb der Schönsicht besteht eine an von Kügelgen erinnernde Gedenktafel.
Einige Holzplanken der Schönsicht belegen mit Inschriften und teils unschönen Kritzeleien die Anlässe oder Tage ehemaliger Besucher.